# علاقات جمهورية التشيك الخارجية

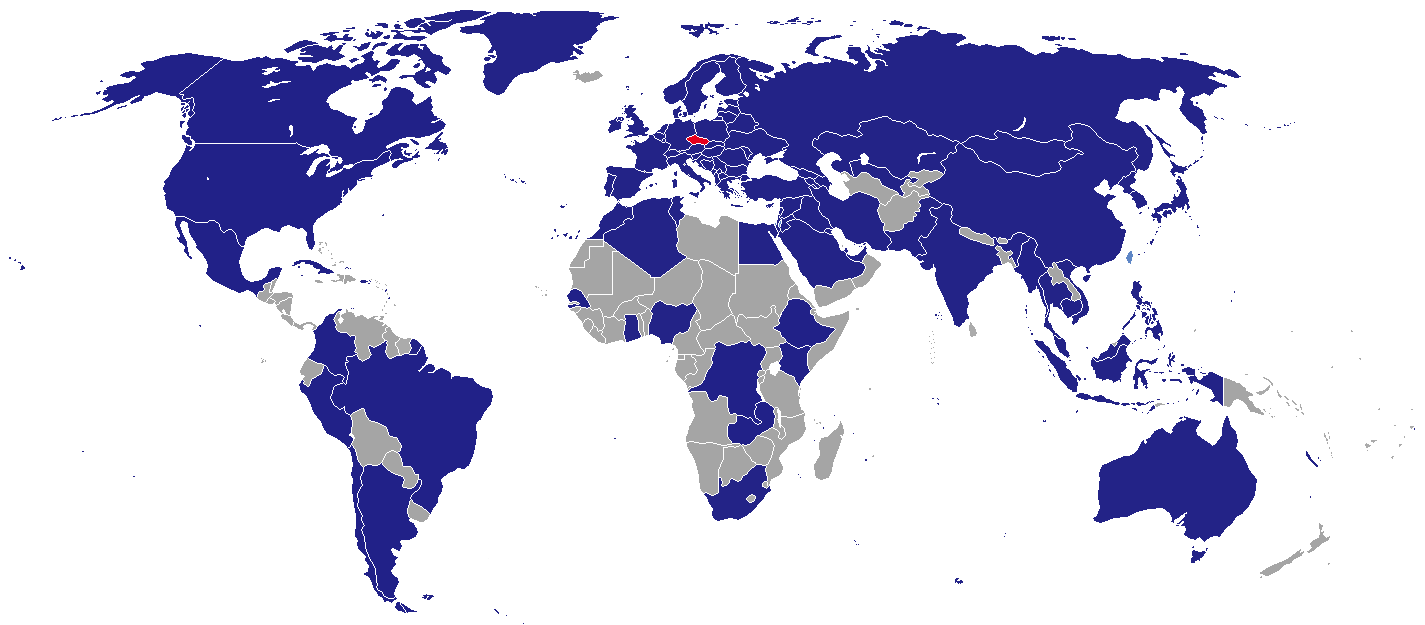

سياسيا، جمهورية التشيك دولة نظام متعدد الأحزاب برلماني ديموقراطية تمثيلية. وفقا لدستور الجمهورية التشيكية، رئيس الجمهورية هو رئيس الدولة في حين أن رئيس الوزراء هو رئيس الحكومة، له صلاحيات السلطة التنفيذية العليا. المجلس التشريعي هو من مجلسين.
السياسة التشيكية تدعم طائفة واسعة من الأحزاب بدءا من الحزب الشيوعي اليساري إلى أحزاب قومية مختلفة يمينية متطرفة. عموما، الحزب الديمقراطي المدني الليبرالي والمحافظ انشقت وفشلت في عدة محاولات لتوحيد صفوفها.